# ستيفان مبيا

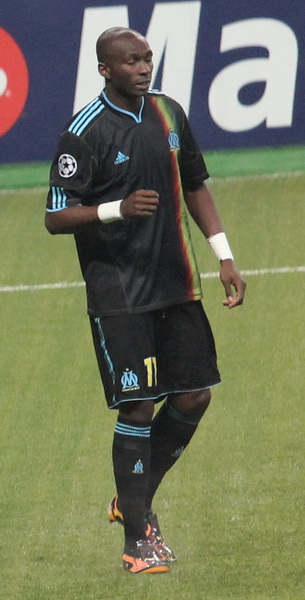
ستيفان مبيا

ستيفان مبيا (بالفرنسية: Stéphane Mbia)‏، من مواليد 20 مايو 1986 في ياوندي في الكاميرون، لاعب كرة قدم كاميروني.
انتقل إلى نادي مرسيليا الفرنسي في عام 2009، ثم إلى نادي كوينز بارك الإنجليزي، ثم إلى نادي إشبيلية الإسباني وهو يلعب معهم حتى الآن.
منذ عام 2005 وهو يلعب مع منتخب الكاميرون لكرة القدم.

## روابط خارجية
- ستيفان مبيا على موقع الاتحاد الدولي (مؤرشف)  (الإنجليزية)
- ستيفان مبيا على موقع الاتحاد الأوربي (الإنجليزية)
- ستيفان مبيا على موقع اتحاد تركيا (لاعب) (الإنجليزية)
- ستيفان مبيا على موقع إي إس بي إن إف سي (الإنجليزية)
- ستيفان مبيا على موقع قاعدة بيانات كرة القدم.إي يو (الإنجليزية)
- ستيفان مبيا على موقع ليكيب (الفرنسية)
- ستيفان مبيا على موقع ناشيونال فوتبول تيمز (الإنجليزية)
- ستيفان مبيا على موقع Soccerbase.com (لاعب) (الإنجليزية)
- ستيفان مبيا على موقع Soccerway.com (الإنجليزية)
- ستيفان مبيا على موقع عالم كرة القدم.نت (الإنجليزية)